# Jason White (musicien)
Cet article concerne le guitariste américain. Pour le joueur de rugby, voir Jason White.
Jason White, né le 11 novembre 1973 à Little Rock, Arkansas, est un guitariste américain. Il est officiellement le second Guitariste du groupe de punk rock Green Day de 2012 à 2015. Il n'est pas présent sur le 12e album du groupe, Revolution Radio, car il a quitté le groupe mais reste un membre de tournée.
Il a collaboré avec de nombreux groupes, mais il est particulièrement connu pour être le guitariste de tournée de Green Day depuis 1999. Il joue les principaux solo de Green Day et chante parfois en chœur avec le chanteur Billie Joe Armstrong comme sur Jesus of Suburbia ou encore 21 Guns. Il apparait dans les clips de When I Come Around, Wake Me Up When September Ends, Working Class Hero, 21 Guns et Last of the American Girls. Il ne faisait pas pleinement partie de Green Day, ne composait pas et ne participait pas à l'enregistrement des albums, jusqu'à l'album ¡Uno!. En effet, dans ce dernier album ainsi que dans ¡Dos!, il est crédité en tant que membre du groupe. Il en est de même pour l'album ¡Tré!. 
En décembre 2014, Jason apprend qu'il souffre d'un cancer des amygdales.  Heureusement, d'après ses médecins, le cancer a été découvert assez tôt et le processus de guérison est très favorable.
Le 16 novembre 2015, Jason White quitte Green Day mais reste le guitariste de tournée du groupe.
Jason White a créé le label musical Adeline Records avec  Billie Joe Armstrong.